# Coreia do Sul nos Jogos Olímpicos de Inverno de 1948
A Coreia do Sul competiu nos Jogos Olímpicos de Inverno de 1948, realizados em St. Moritz, Suíça.